# White Lake (Wisconsin)
White Lake è un villaggio degli Stati Uniti d'America, situato in Wisconsin, nella contea di Langlade.